# شيا شياو لين
شيا شياو لين (بالإنجليزية: Chia-Chiao Lin) (و. 1916 – 2013 م) هو رياضياتي، وفيزيائي، ومدرس، وأستاذ جامعي من الولايات المتحدة الأمريكية . ولد في بكين .
وكان عضواً في الأكاديمية الوطنية للعلوم، والجمعية الأميركية لتقدم العلوم، والأكاديمية الأمريكية للفنون والعلوم .
توفي في بكين ، عن عمر يناهز 97 عاماً.

## التعليم
تعلم في جامعة تسينج - هوا، وجامعة تورنتو، ومعهد كاليفورنيا للتقنية

## مناصب وهيئات
أدار جامعة براون، ومعهد ماساتشوست للتكنولوجيا، ومعهد كاليفورنيا للتقنية.

## جوائز
حصل على جوائز منها:
- Fluid Dynamics Prize (1979)
- Timoshenko Medal (1975)
- Otto Laporte Award (1973)
- زمالة غوغنهايم.